# 経海路駅
座標: 北緯39度47分01秒 東経116度33分44秒 / 北緯39.783691度 東経116.562334度
経海路駅（けいかいろえき）は北京市通州区に位置する北京地下鉄亦荘線の駅である。

## 駅構造
- 相対式ホーム2面2線を有する高架駅。[2][3]

## 駅周辺
- 京東商城本社

## 歴史
- 2010年12月30日 - 開業。

## 隣の駅
北京地下鉄
■亦荘線
同済南路駅 - 経海路駅 - 次渠南駅